# Chiesa di Santa Toscana
La chiesa di Santa Toscana è un luogo di culto cattolico che sorge nel quartiere di Veronetta a Verona; fa parte della diocesi di Verona.

## Storia
Presso la medievale porta del Santo Sepolcro era presente un ospedale gestito dagli Cavalieri Ospitalieri di San Giovanni di Gerusalemme presso cui, intorno alla metà dell'XI secolo, sorse una piccola chiesa sempre dedicata al Santo Sepolcro, con funzione di cappella per il cimitero del vicino convento dei monaci benedettini di San Nazaro. Nel 1178 l'abate di San Nazaro assegnò quindi la chiesa del Santo Sepolcro in locazione agli Ospitalieri; da quel momento e fino alle soppressioni volute da Napoleone Bonaparte, l'edificio venne amministrato dal Sovrano Militare Ordine di Malta.
Il corpo di santa Toscana, che in vita trascorse numerosi anni all'interno dell'ospedale degli Ospitaleri, venne traslato all'interno dell'edificio il 29 settembre 1344 e collocato all'interno di un'arca in marmo rosso. Tra la fine del XIV secolo e l'inizio del XV secolo la chiesa venne quindi trasformata e ampliata con l'inserimento della navata nord e della "cappella di Santa Toscana", assumendo sostanzialmente i connotati attuali: nel 1489 venne finalmente consacrata e infine venne cambiata l'intitolazione della chiesa, che venne dedicata alla santa veronese.
L'edificio venne nuovamente consacrato il 17 giugno 1713 dal vescovo di Verona Giovanni Francesco Barbarigo, a seguito di un episodio di sangue che coinvolse alcuni soldati all'interno dell'edificio chiesastico. Il 25 aprile 1806 un decreto napoleonico soppresse la chiesa, anche se già il 6 dicembre venne dichiarata rettoria soggetta alla chiesa dei Santi Nazaro e Celso e conseguentemente riaperta al pubblico.
Durante la seconda guerra mondiale la chiesa è stata colpita da un bombardamento aereo: una bomba esplose nella navata centrale provocando alcuni danni e la necessità del restauro conservativo che si è svolto nell'immediato dopoguerra. Inoltre nel 1964 l'Ordine di Malta fece rinnovare la cappella dedicata alla santa, spostando l'arca che contiene le sue spoglie al centro dello spazio.

## Descrizione

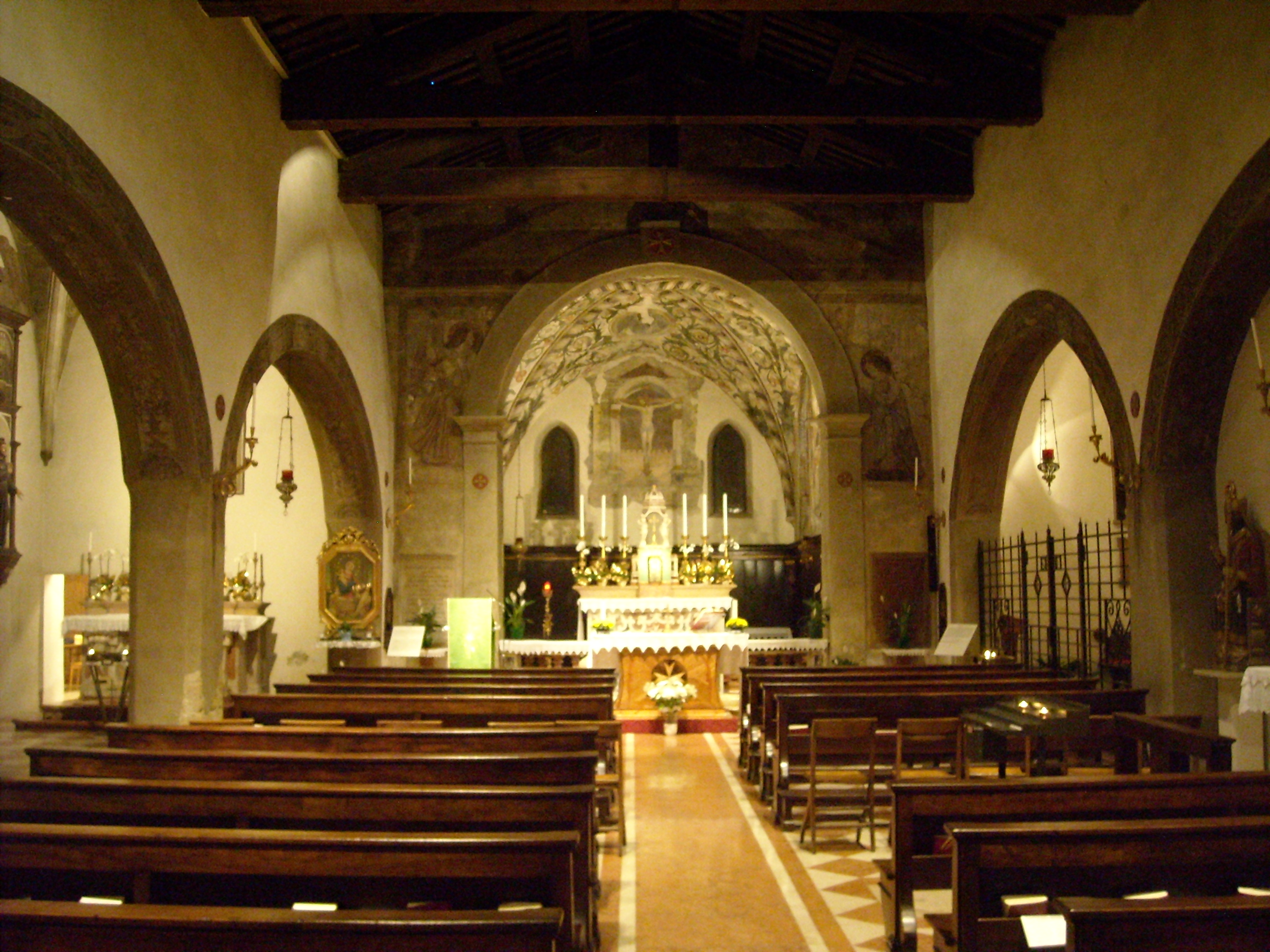
L'interno della chiesa

La facciata dell'edificio, rivolta verso ovest, è caratterizzato da una composizione asimmetrica: al centro del prospetto si apre il portale con arco a tutto sesto, inquadrato da due lesene che sorreggono una semplice trabeazione, configurazione che si ripete uguale nel portale che si apre più a sinistra, in corrispondenza della navatella sinistra; tra i due portali d'accesso, inoltre, si trova una piccola edicola decorata da un affresco raffigurante santa Toscana Al centro della facciata, un piccolo occhio illuminata la navata centrale.

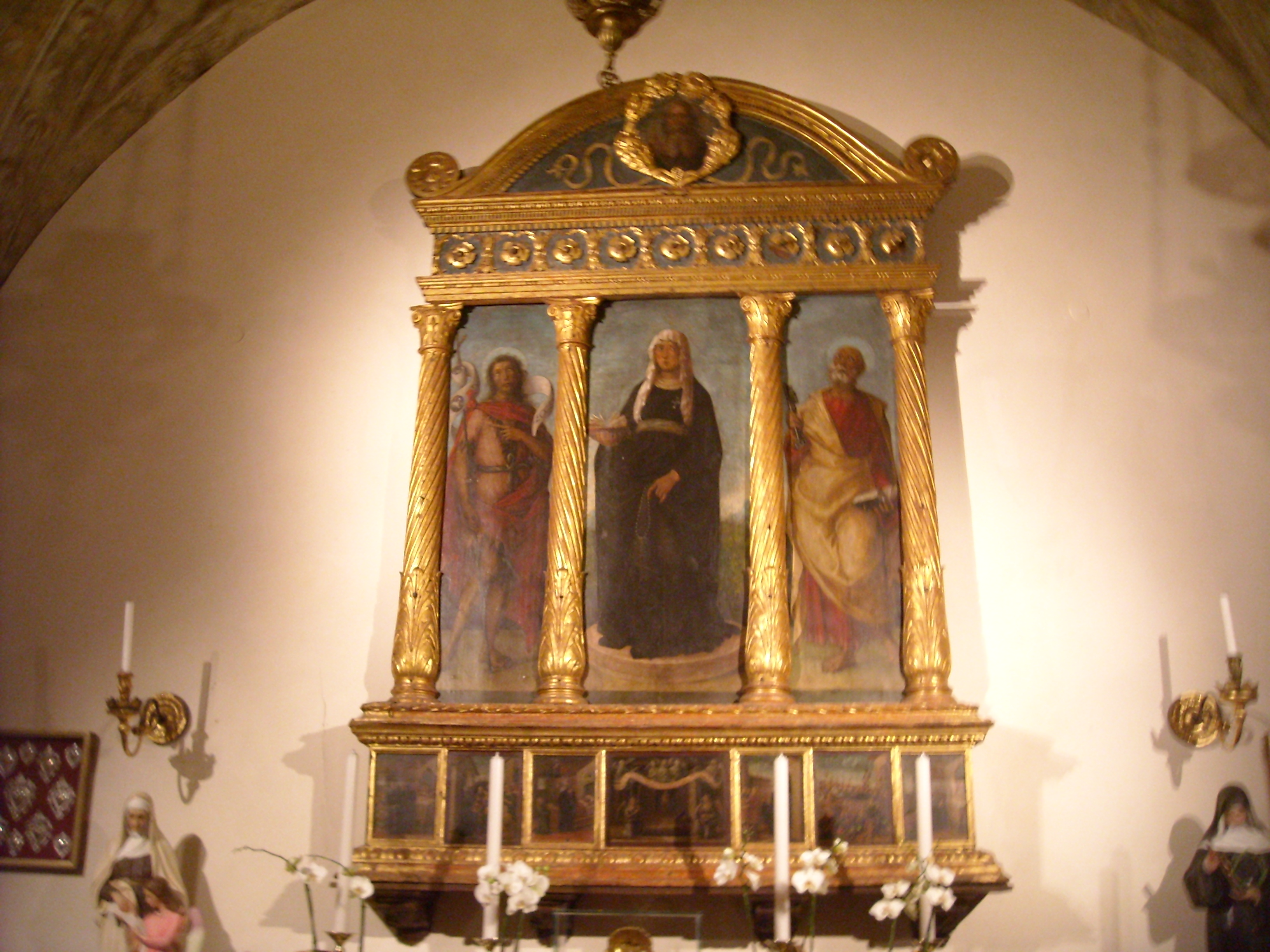
Trittico Santa Toscana tra San Giovanni Battista e San Pietro di Liberale da Verona

La pianta si contraddistingue per un'aula longitudinale di maggiori dimensioni scandita da tre arcata a sesto ribassato lungo entrambi i lati, al cui termine si trova il presbiterio rialzato di un gradino e protetto da una balaustra; sul fianco sinistro della chiesa si trova una navatella che si conclude con la cappella del Crocifisso, cui corrisponde sul lato opposto la cappella di Santa Toscana. Lungo la navatella sinistra si apre, in posizione centrale, anche la cappella del Santo Sepolcro, che ospita il gruppo scultoreo Compianto sul Cristo morto del XVI secolo. L'arco trionfale di accesso al presbiterio presenta un affresco raffigurante l'Annunciazione e il Padre eterno, realizzata nel 1932 da Giuseppe Zancolli, mentre la parete di fondo del presbiterio presenta una Crocifissione di inizio XVI secolo, come dello stesso periodo è la Crocifissione con la Vergine e la Maddalena che si trova in fondo alla navata di sinistra. Sopra l'arca di Santa Toscana si trova invece il trittico Santa Toscana tra San Giovanni Battista e San Pietro di Liberale da Verona, sempre di inizio XVI secolo. La navata è coperta da una struttura lignea a capriate a vista mentre le cappelle minori e il presbiterio sono coperte da volte a crociera affrescate nel XV secolo.
Il campanile, a pianta quadrata e caratterizzato da una cella campanaria a edicola sormontata da un cupolino impostato su di un tamburo ottagonale, è addossato al fianco nord del presbiterio.